# Being Charlie
Being Charlie è un film del 2015 diretto da Rob Reiner.
Pellicola statunitense indipendente sceneggiata da Matt Elisofon e dal figlio del regista, Nick Reiner, che ha vissuto in passato le stesse problematiche del protagonista, interpretato da Nick Robinson. Presentato in anteprima mondiale nella sezione speciale del Toronto International Film Festival 2015, il film esplora le dinamiche complesse che caratterizzano una famiglia abbiente composta da un padre ambizioso e un figlio con problemi di tossicodipendenza.

## Trama
Il giovane Charlie Mills non appena compie 18 anni decide di scappare dal centro di riabilitazione dove era in cura per abuso di alcool e droga. Con l'aiuto del suo migliore amico Adam, intraprende un lungo viaggio di ritorno verso casa, dallo Utah fino a Los Angeles, ma la sua famiglia non è entusiasta di rivederlo, soprattutto suo padre. Il padre di Charlie, David, è un ex attore neo-candidato al governo della California. Per non rischiare che i problemi di suo figlio diventino di pubblico dominio in piena campagna elettorale, David obbliga Charlie a recarsi in una nuova struttura di riabilitazione, questa volta per adulti. Di nuovo in clinica, Charlie si innamora di Eva, una ragazza fragile e problematica. Fra le difficoltà della loro relazione, l'inasprimento del rapporto con il padre, e l'invidia per il suo migliore amico Adam che ancora può abusare di droga senza apparenti problemi, Charlie dovrà imparare a scegliere quali battaglie combattere per riprendere il controllo della propria vita e costruirsi un futuro responsabile.

## Produzione
Il 22 aprile 2015, è stato annunciato che Nick Robinson, Morgan Saylor, Common, Devon Bostick, Susan Misner, Ricardo Chavira e Cary Elwes avrebbero recitato nel film. Le riprese principali sono iniziate nell'aprile 2015 e sono terminate il 7 maggio 2015.

## Distribuzione
Il film è uscito in  distribuzione limitata nelle sale cinematografiche statunitensi il 6 maggio 2016.

## Accoglienza

### Incassi
Girato con un budget stimato di 3.000.000 di dollari, il film è stato un fallimento ai botteghini incassando solamente 30.400 dollari.

### Critica
Being Charlie ha ricevuto recensioni negative dalla critica. Su Rotten Tomatoes, il film ha una valutazione del 23%, basata su 43 recensioni, con un punteggio di 5,09/10. Su Metacritic, il film ha un punteggio di 47 su 100, basato su 18 critici, indicando "recensioni contrastanti o nella media".

## Riconoscimenti
- 2016 - SAMHSA Voice Awards
  - Miglior film